# Inaba Kaidō

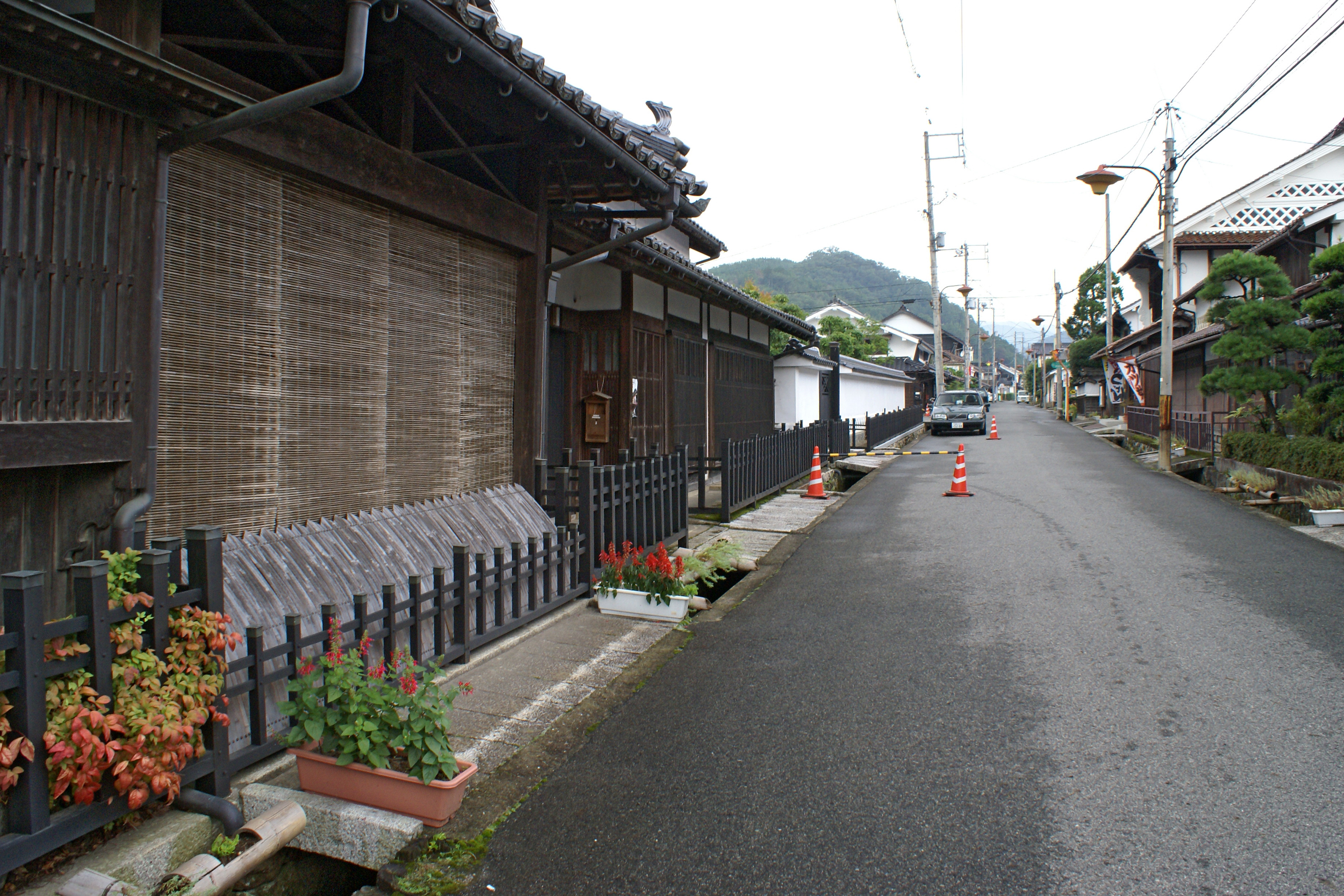
L'Inaba Kaidō traverse Ōhara-shuku.

L'Inaba Kaidō (因幡街道) est une kaidō (route) construite à l'époque d'Edo de l'histoire du Japon. Elle commence à Himeji dans la province de Harima (actuelle préfecture de Hyōgo) et se déroule vers Tottori dans la province d'Inaba (moderne préfecture de Tottori). Il y a onze shukuba (stations de poste) le long de la route reliant les deux villes.
La route historique est à présent recouverte par les routes nationales 2, 29, 179 et 373 ainsi que par la route préfectorale de Hyōgo 724.

## Stations
Les onze anciennes stations de poste le long de l'Inaba Kaidō sont listées ci-dessous avec les noms des municipalités modernes correspondantes en parenthèses.

### Préfecture de Hyōgo
Début de la route : Himeji (姫路) (préfecture de Hyōgo)
1. Shikisai-shuku (飾西宿) (Himeji)
2. Hashisaki-shuku (觜崎宿) (Tatsuno, Hyōgo)
3. Senbon-shuku (千本宿) (Tatsuno)

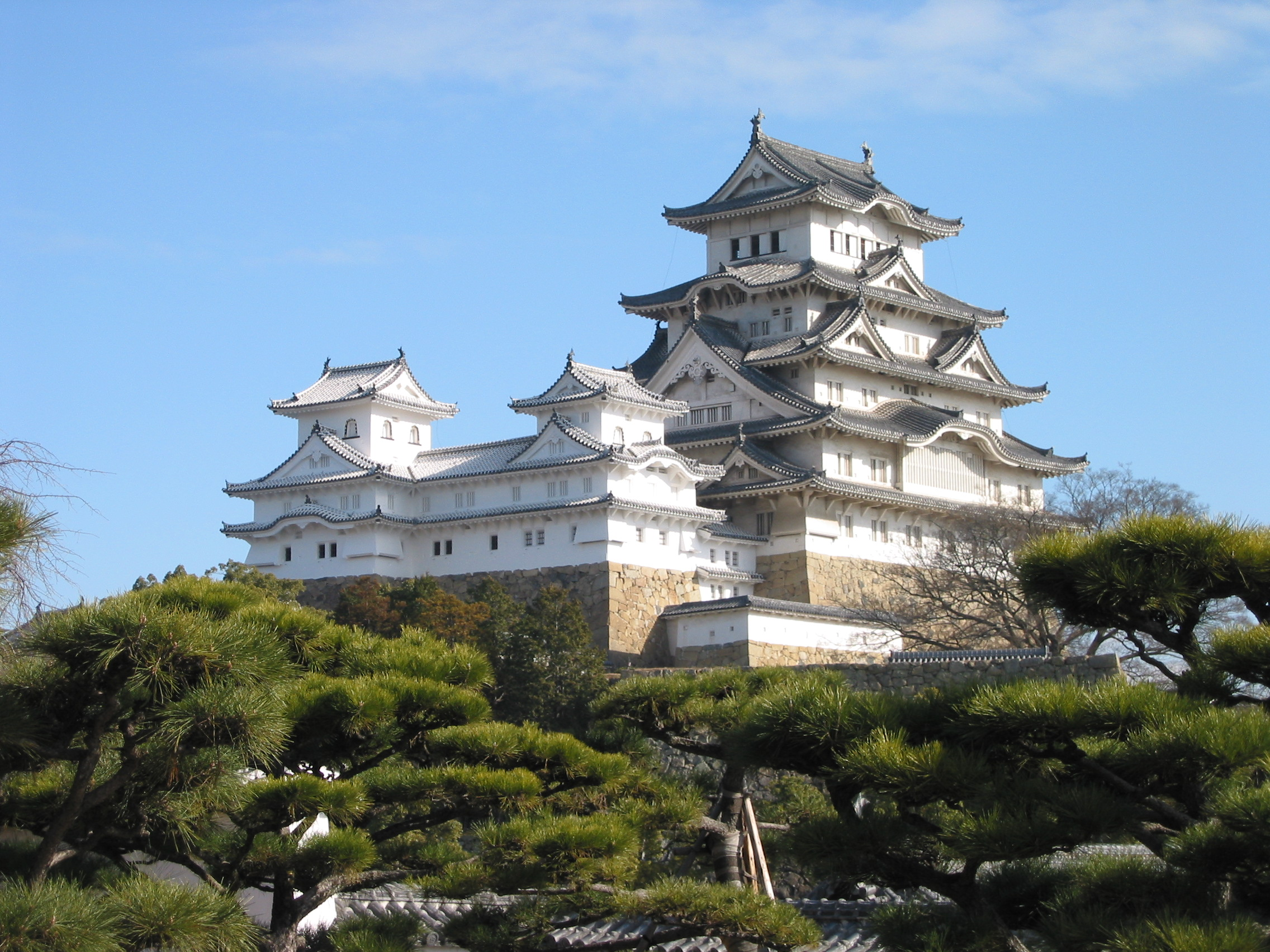
Château de Himeji.

4. Mikazuki-shuku (三日月宿) (Sayō, district de Sayō)
5. Hirafuku-shuku (平福宿) (Sayō, district de Sayō)

### Préfecture d'Okayama

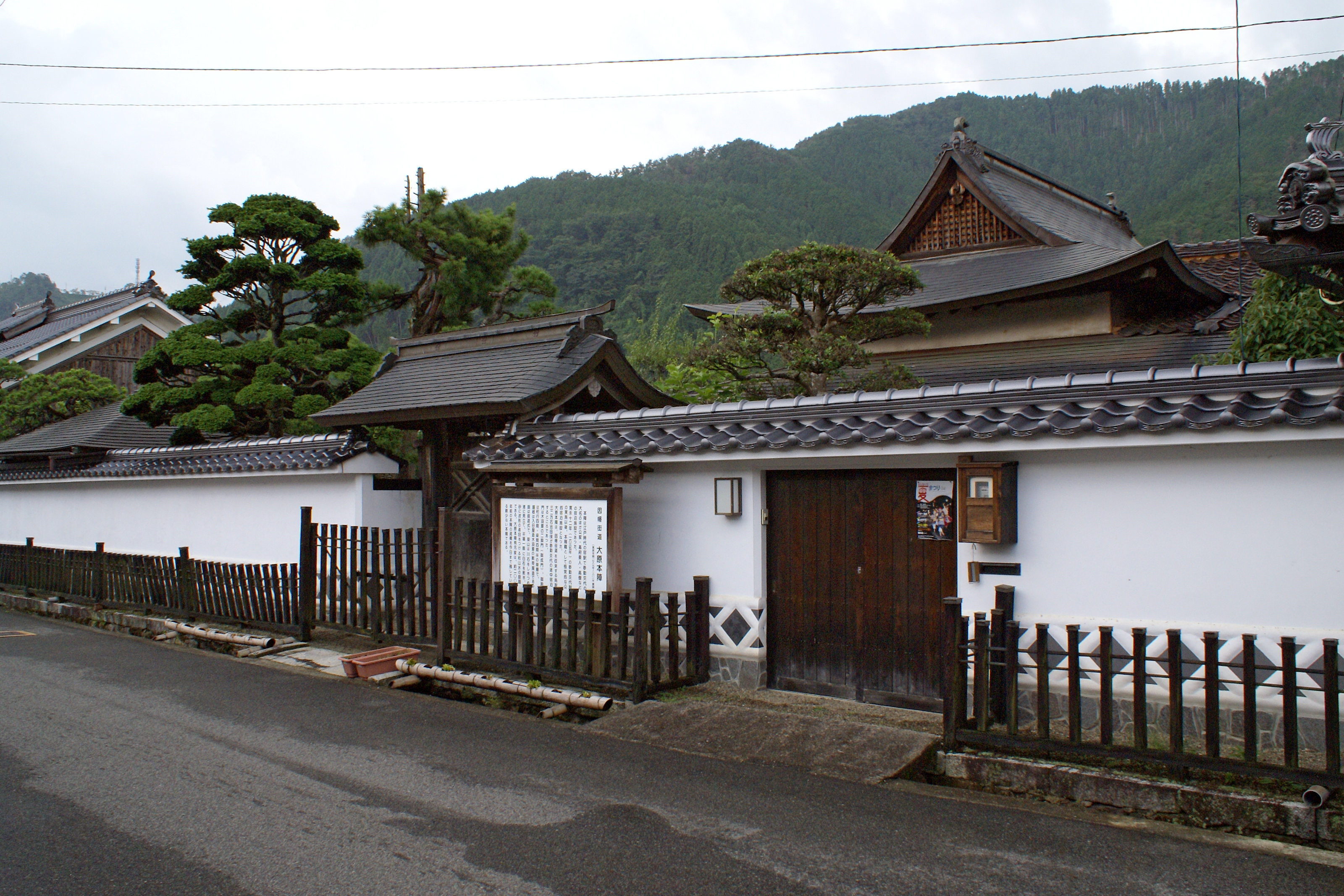
Honjin du Ōhara-shuku.

6. Ōhara-shuku (大原宿) (Mimasaka, préfecture d'Okayama)
7. Sakane-shuku (坂根宿) (Mimasaka)

### Préfecture de Tottori
8. Komagaeri-shuku (駒帰宿) (Chizu, district de Yazu dans la préfecture de Tottori)
9. Chizu-shuku (智頭宿) (Chizu, district de Yazu)
10. Mochigase-shuku (用瀬宿) (Tottori)
11. Kawara-shuku (河原宿) (Tottori)
Fin de la route : Tottori (鳥取)

## Source de la traduction
- (en) Cet article est partiellement ou en totalité issu de l’article de Wikipédia en anglais intitulé « Inaba Kaidō » (voir la liste des auteurs).